# Brynolf Larsson

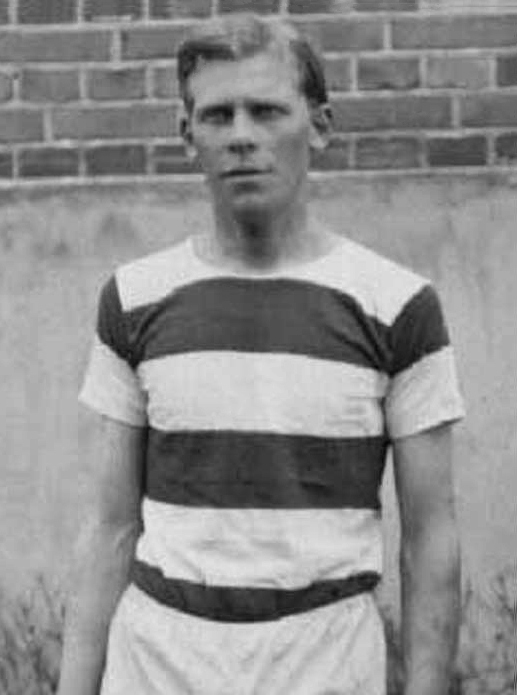
Brynolf Larsson

Brynolf Larsson (Erik Brynolf Larsson; * 20. Juni 1885 in Stockholm; † 31. Dezember 1973 ebd.) war ein schwedischer Langstreckenläufer.
Bei den Olympischen Spielen 1912 in Stockholm wurde er Neunter im Crosslauf und schied über 10.000 m im Vorlauf aus.
Seine persönliche Bestzeit über 10.000 m von 32:45,2 min stellte er am 8. Juli 1909 in Stockholm auf.